# Marstallweg

Die Lage des Marstallwegs, rot markiert auf einem Stadtplan von 1910

Der Marstallweg ist eine Straße der Lübecker Altstadt.

## Lage
Der etwa 100 Meter lange Marstallweg befindet sich an der Nordspitze der Altstadtinsel. Er beginnt vor dem Burgtor an der Burgtorbrücke und verläuft im Bogen westwärts, an der Mauer des Marstalls entlang, bis er über eine Treppe hinab zur Untertrave führte, die heute noch zu erkennen ist. Der Weg wurde 2015 im Zuge der Errichtung des Europäischen Hansemuseums umgestaltet. Seit der Eröffnung des Europäischen Hansemuseums im Mai 2015 verläuft die Treppe zur Untertrave durch den Baukörper des Museums. Durch die bauliche Trennung von Burgkloster und Beichthaus ist es auch möglich in die Kleine Burgstraße/Hinter der Burg zu gelangen bzw. von dort aus den Marstallweg zu erreichen.

## Geschichte
Der Marstallweg ist ein Kuriosum, da er einerseits ein reiner Fußweg von geringer Bedeutung ist, andererseits aber als Straße gewidmet und entsprechend mit einem eigenen Straßennamen versehen. Die Ursachen hierfür liegen in der Geschichte des Weges.
Durch den Bau des Elbe-Lübeck-Kanals in den Jahren 1896–1900 wurde eine Neugestaltung der Umgebung des Burgtors notwendig. Hierbei wurde der anfangs namenlose Weg angelegt. 1934 wurde am Anfang des Weges ein Denkmal für Carl Hans Lody in die Stadtmauer neben dem nördlichen Durchlass des Burgtors gesetzt. Zugleich wurde zu Ehren Lodys der Fußweg amtlich Carl-Hans-Lody-Steg benannt und erhielt der Würdigung entsprechend Straßenrang.
1946 wurde das Lody-Denkmal bis auf eine verbleibende Erinnerungsplakette entfernt; zugleich verlor auch der Weg seinen Namen. Er wurde jedoch nicht wieder namenlos, sondern umgetauft und nach dem historischen Marstall benannt, an dessen Mauer er verläuft. Diesen Namen trägt er bis heute, was jedoch nur wenigen Lübeckern bekannt ist, da er nicht durch ein Straßenschild markiert wird.

Panorama des Marstallwegs (2010). Rechts die Mauer des Marstalls, links Blick zur Trave mit den Hafenanlagen

## Bauwerke
- Denkmal für Carl Hans Lody von 1934 am Beginn des Marstallwegs neben dem nördlichen Torbogen des Burgtors